# 曹欣
曹欣（1921年11月—2014年1月30日），男，江苏苏州人，中国人民解放军少将。

## 生平
肄业于上海同义中学。1936年9月，任上海市职业界救亡协会第五干事会九分会成员。后参加八路军129师，后担任先锋剧团团长，第15军文艺科科长，之后随部参加朝鲜战争，担任志愿军政治部文艺科科长，参加上甘岭战役。之后回国，担任八一电影制片厂艺术室副主任、创作室主任，后改任福州军区文化部长，最后担任总参政治部文化部长，中国人民解放军总参谋部情报部政治部主任、部长。2014年1月30日在北京逝世，享年93岁。著有小说《射击》，歌剧《苗秋年小炮班》，话剧《小山东》等。